# ¡Ufa con el sexo!
¡Ufa con el sexo! es una película de Argentina dirigida por Rodolfo Kuhn, según su propio guion escrito sobre la obra de teatro  Hip Hip Ufa de Dalmiro Sáenz, que se terminó en 1968 fue prohibida por el Instituto Nacional del Cine.  Está protagonizada por  Elsa Daniel, Héctor Pellegrini, Marilina Ross y Maurice Jouvet. La coreografía pertenece a Eda Aisemberg.
Para prohibirla, el gobierno dictatorial de Juan Carlos Onganía afirmó que atentaba contra la moral y las buenas costumbres. Posteriormente fue rescatada por APROCINAIN, y durante la 4.ª edición del Festival de Cine Independiente de Mar del Plata (MARFICI) en 2007 se hizo su primera proyección pública.

## Guion
Dalmiro Sáenz preparó originalmente un guion cinematográfico titulado El sexo día  que luego fue transformado en la obra teatral Hip Hip Ufa. El estribillo de la canción del filme es: 

Tanto hablar del sexo

y la incomunicación. 

Ufa con el sexo

y un poco más de acción. 

Sobre la misma obra de teatro Emilio Vieyra dirigió la película Tómame en 1992 pero no fue estrenada comercialmente.

## Sinopsis
Un mujeriego "niño bien" se enamora de una prostituta.

## Reparto
- Elsa Daniel …Evangelina
- Héctor Pellegrini … Juan Adams
- Marilina Ross … Guillermina
- Maurice Jouvet … Mr. Eliot
- Iris Marga … Madre de Juan Adams
- Jorge Rivera López … Dr. Casini
- Nacha Guevara … Cantante de café concert
- Silvia Piñeiro
- Emilio Gaete … Padre de Juan Adams
- María Vargas
- Mora Furtado … Moira
- Nissim Sharim
- Jaime Celedon
- Lili Gacel
- Luis Guthmann
- Arnaldo André
- Ana María Vinokur
- Luis Politti
- Graciela Martínez
- Alicia Romano
- Tony Vilas … Vendedor de camas
- Cristina Larreta
- Roberto Braceras
- Danilo Gale
- Karin

## Comentarios
Análisis escribió en su edición del 8 de septiembre de 1968:

”Es una película llena de alegría en la que el humor juega sobre la base de lo imprevisto, suceden cosas extremadas pero jugadas de manera natural.”